# Lagemeldung
Eine Lagemeldung ist das Absetzen einer Meldung bezüglich einer Lage bei einem Einsatz, d. h. Geschehen, Erkenntnisse, Standortmeldungen, Tätigkeiten, Stärkemeldungen usw. an den zuständigen Führer einer Organisationseinheit.
Sie dient der Erfassung und Aufbereitung von Lagen, die in stets ergänzt werdende Erstellung eines Lagebildes mündet.
Lagemeldungen sind sowohl beim Militär (vor allem im Gefechtskampf; siehe Militärische Lage) als auch bei den Sicherheitsbehörden (siehe Polizeiliche Lage) und Hilfsorganisationen (siehe Lage (Notfalleinsatz)) üblich. Lagemeldungen werden immer nur an die nächsthöhere Organisationseinheit abgesetzt (Meldeweg); z. B. bei Großschadenslagen werden Lagemeldungen der beteiligten Organisationen an die vom Kreis bzw. Land einzurichtende Führungsstelle (Lagezentrum) weitergeleitet.
Absender der Lagemeldung ist meist der Leiter der Organisationseinheit, z. B. ein Gruppenführer (hilfsweise auch ein von ihm Beauftragter); Grund hierfür bildet sowohl die Wichtigkeit als auch die Steuerung durch eine Person (die ohnehin das Lagebild kennt).
Lagemeldungen sind ihrer Dringlichkeit entsprechend abzusetzen. Die zeitnahe Meldung ist jedoch immer die Voraussetzung für erfolgreiche Führung. Lagemeldungen werden in der Regel ohnehin über schnelle Kommunikationsmittel, wie zum Beispiel per Funk, Fernschreiben, E-Mail oder Telex (seltener gebräuchlich), abgesetzt.
Sie sind eine bedeutende Grundlage für das weitere – geführte – Vorgehen. Hierbei werden Entscheidungen auf der Grundlage von vorhandenen, eingehenden und zu beschaffenden Informationen, die zu  Erkenntnissen und eben daraus abgeleitet zu Entscheidungen und Befehlsgebung der Führung leiten, getroffen. Lagemeldungen dienen also vor allem der Erkenntnisfindung. Viele Lagen können ohne aktuelle Lagemeldungen nicht bewältigt werden, dies trifft vor allem bei sogen. mobilen Lagen zu.
Eine sehr einfache Lagemeldung ist auch die der Schützen nach einer Feindberührung an den Führer einer militärischen Einheit (verwundet / unverwundet, verbliebene Patronen usw.).
Auch Notrufe, z. B. mittels digitaler Signale, stellen eine Lagemeldung dar.